# Asa Fitch (Politiker)
Asa Fitch (* 10. November 1765 in Groton, Colony of Connecticut; † 24. August 1843 in Salem, New York) war ein US-amerikanischer Offizier, Arzt und Politiker. Zwischen 1811 und 1813 vertrat er den Bundesstaat New York im US-Repräsentantenhaus.

## Werdegang
Asa Fitch wuchs während der britischen Kolonialzeit auf. Er erhielt eine bescheidene Schulbildung. Während des Unabhängigkeitskrieges diente er als Sergeant in Captain Livingston’s Kompanie. Nach dem Krieg studierte er Medizin und praktizierte dann in Duanesburg und Salem. Zwischen 1799 und 1810 war als Friedensrichter tätig und zwischen 1810 und 1821 als Bezirksrichter. 1806 wurde er Präsident der Washington County Medical Society, eine Stellung, die er bis 1826 innehatte. Politisch gehörte er der Föderalistischen Partei an.
Bei den Kongresswahlen des Jahres 1810 wurde Fitch im sechsten Wahlbezirk von New York in das US-Repräsentantenhaus in Washington, D.C. gewählt, wo er am 4. März 1811 die Nachfolge von Herman Knickerbocker und Robert Le Roy Livingston antrat, welche zuvor zusammen den Distrikt im US-Repräsentantenhaus vertreten hatten. Da er auf eine erneute Kandidatur zwei Jahre später verzichtete, schied er nach dem 3. März 1813 aus dem Kongress aus.
Danach war er wieder als Arzt tätig. Er starb am 24. August 1843 in Salem und wurde auf dem Evergreen Cemetery beigesetzt.